# Hont Ferenc

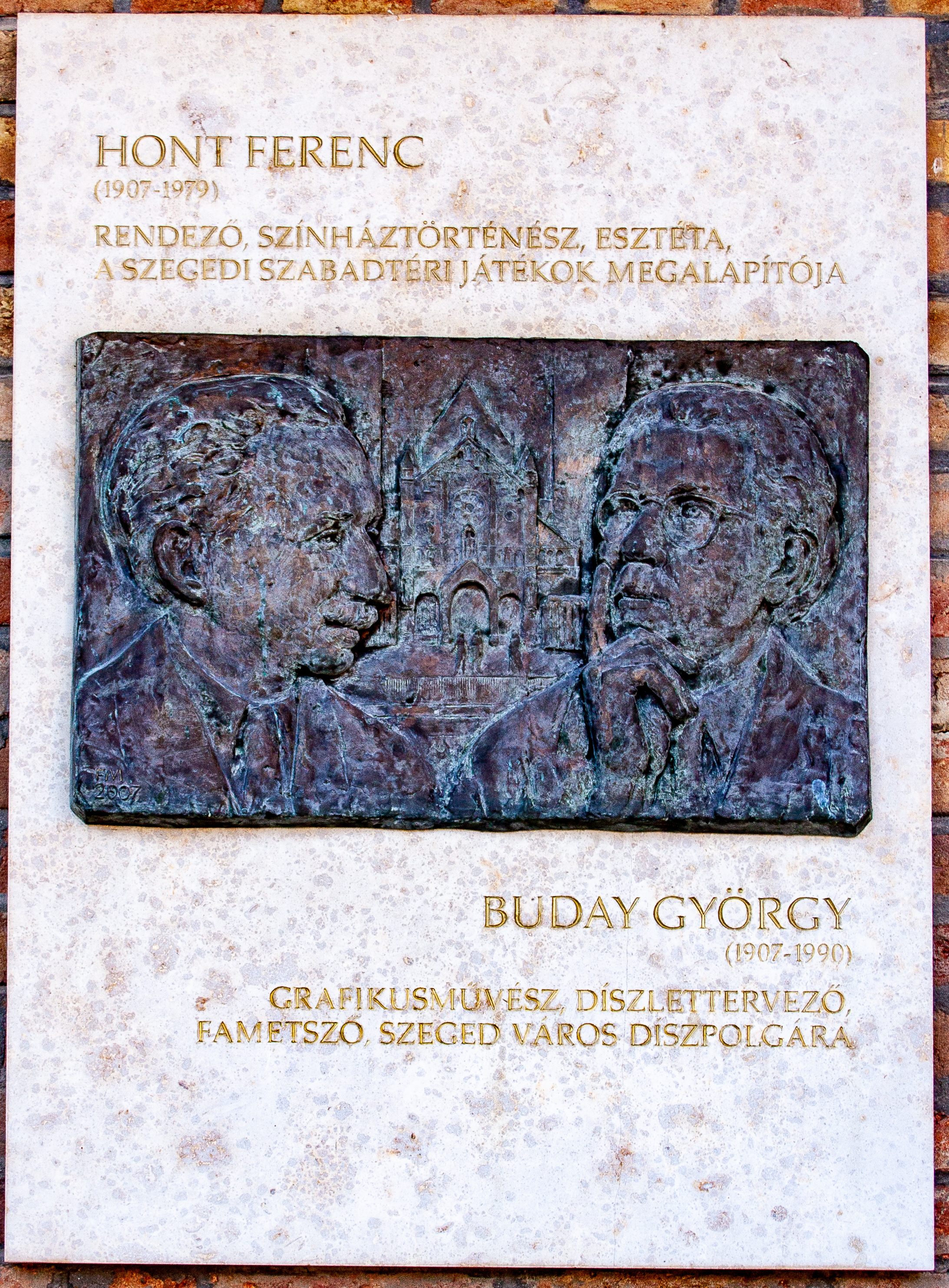
Hont Ferenc és Buday György domborműve a szegedi Dóm téren

Hont Ferenc (1946-ig Holtzer) (Szeged, 1907. április 4. – Budapest, 1979. március 11.) Kossuth-díjas rendező, színházesztéta. A Szegedi Szabadtéri Játékok egyik elindítója az 1930-as évek elején; első felesége Hont Erzsébet operaénekes, második felesége Görög Ilona színésznő. Hont András újságíró, publicista, volt fideszes önkormányzati képviselő nagyapja.

## Életpályája
Holtzer Dániel gazdag szegedi ruhanagykereskedő és Róth Vilma Jozefa fiaként látta meg a napvilágot. Csodagyereknek tartották, már ötéves korában verseket írt. Iskoláit Szegeden végezte, de hamar abbahagyta a tanulást, bejárta Németországot és megismerte a német költészetet és a német színpadot. Költői ambíciói voltak, költeményei jelentek meg az 1922-es szegedi lírai antológiában. Hamarosan Budapesten Gál Gyula színész mellett tanult, majd Párizsban Gémier Firmin rendező magántanítványa lett.
Juhász Gyulával együtt már az 1920-as évek második felében kezdeményezték szabadtéri játékok rendezését Szegeden. A megvalósításra majd 1930-tól, a Dóm tér megépítése után kerülhetett sor. 1928–1937 között mind a szegedi, mind a budapesti színházakban rendezőként működött. Leghíresebb rendezése Szegeden Madách Imre Az ember tragédiája című drámájának színre vitele (1933. augusztus 26.). Rendkívüli dinamikus ember volt, minden avantgárd jellegű irodalmi, színészi vagy lapszerkesztési csoportosulásban részt vett. Egyik legjobb barátja Buday György grafikus, kinek színpadi rajzai nagyban segítették az ő munkáját. Bekapcsolódott a Szegedi Fiatalok Művészeti Kollégiumának mozgalmába, melyben előadásai révén sokat tett a színházi kultúra megismertetéséért.
A két világháború közti Magyarország kispolgári ízléssel megáldott színházi közönsége körében nagyobb sikereket nem aratott, de folyamatos apró munkával sokat tett a színházzal szembeni elvárások megváltoztatásáért. 1935–1938 között az Országos Színészegyesület keretein belül színésziskolát vezetett, színészeket, rendezőket képzett. Szerkesztette A Színpad című folyóiratot 1935–39-ben. 1937–1943 között a Független Színpad című lap szerkesztője, s ugyanekkor a lap köré csoportosuló fiatal színjátszók munkaközösségének vezetője.
1944-ben behívták munkaszolgálatra, 1945. júniusban tért haza. 1945–1949 között a Színház- és Filmművészeti Főiskola főigazgatói teendőit látta el. 1949-ben Kossuth-díjjal tüntették ki. 1949–1950 között a Népművelési Minisztériumba nevezték ki osztályvezetőnek. 1950–1951 között az Ifjúsági Színház igazgatója volt. Madách Színházba ment el rendezőnek (1951–1952). 1952–1957 között az Országos Színháztörténeti Múzeum főigazgatói posztját töltötte be. Utolsó munkaállomása a Színháztudományi Intézet, melyet 1957–1969 között igazgatott. A színházesztétika, a rendezés, a színjátszás, a színháztörténet-írás területein elévülhetetlen érdemeket szerzett, számos segítője és tanítványa volt.

## Rendezéseiből
- George Bernard Shaw: Szent Johanna
- Madách Imre: Az ember tragédiája
- Molière: A nők iskolája
- Vlagyimir Vlagyimirovics Scserbacsov:[9] Dohányon vett kapitány
- Gáspár Margit: Hamletnek nincs igaza[10]

## Művei (válogatás)
- A színjáték : tanulmány Buday György színpadterveivel. Szeged : Délmagyarország, 1932. 54 p. 6 t. : ill. (Ser. A Szegedi Fiatalok Művészeti Kollégiuma ; 3.)
- Színház és munkásosztály. Szeged : Városi Nyomda, 1935. 22 p. (Ser. A színpad könyvtára)
- A színészi képzelet fejlesztése. Budapest : Színpad, 1936. 65 p. (Ser. A Színpad könyvtára 4.)
- Az eltűnt magyar színjáték : hivatásos színjátszásunk a honfoglalástól a mohácsi vészig. Budapest : Officina, 1940. 181 p. 6 t.
- Költészet a dobogón. Budapest : Popper, 1942. 44 p.
- A rendező munkája : színjátszócsoportok számára. Budapest : Művelt Nép, 1952. 58 p.
- A színjátszó munkája. Színjátszó csoportok számára; Művelt Nép, Budapest, 1952
- Nagy magyar színészek; szerk. Gyárfás Miklós, Hont Ferenc; Bibliotheca, Budapest, 1958
- Magyar színháztörténet; szerk., bev. Hont Ferenc; Gondolat, Budapest, 1962
- From a director's notebook (Valóság a színpadon); ford. Halápi Jánosné; Színháztudományi Intézet, Budapest, 1962
- Kis színházesztétika; TIT, Budapest, 1976 (Művészeti füzetek) 95 p. ISSN 0133-2090 1000, ISBN 963-411-112-2
- A színház világtörténete, 1-2.; főszerk. Hont Ferenc; Gondolat, Budapest, 1972
- A cselekvés művészete; ill. Bartha László; Gondolat, Budapest, 1972
- A színház világtörténete; főszerk. Hont Ferenc, képanyag, bibliográfia Staud Géza; 2. bővített kiadás; Gondolat, Budapest, 1987

## Főbb szerkesztései
- Magyar színháztörténet. Budapest : Gondolat, 1962. 331 p. 70 t. : ill.
- Színházi kislexikon / főszerk. Hont Ferenc ; szerk. Staud Géza. Budapest : Gondolat, 1969. 535 p. 84 t. ill.
- A színház világtörténete. Budapest : Gondolat, 1972. 2 db (1327 p., 166 t.)[11]

## Díjai, elismerései
- Kossuth-díj (1949)